# Matolls xeròfits de les illes Europa i Bassas da India
El matollar xeròfit de les illes Europa i Bassas da India és una ecoregió de l'ecozona afrotropical, definida per la WWF, constituïda per l'illa Europa i l'atol Bassas da India, situats al canal de Moçambic.

## Ubicació i descripció general
Les illes d'Europa i Bassas da India es troben al canal de Moçambic, a l'extrem sud de Madagascar. Totes dues són illes coral·lines, o atols, i Europa (22°20's 40°20'E) es troba a uns 100 km al sud-est de Bassas da India (21°49'S 40°00' E). Europa, amb 30 km² de superfície terrestre, té 6-7 km de diàmetre i una altitud màxima de 6 m. La seva llacuna poc profunda (generalment d'1 m de fondària) està oberta al mar per un costat i abasta unes 900 ha, incloent unes 700 ha de pantà de mangle especialment extens al sud. La llacuna està gairebé totalment exposada amb la marea baixa i amb la sortida d'aigua queden a l'aire prats de plantes marines disperses dominades per espècies de Thalassodendron i Halodule (Cymodoceaceae). Una altra llacuna més petita suporta una vegetació mixta. La vora de l'atol és una estructura càrstica; també hi ha una quantitat de roques de corall exposades i extenses dunes i runes al sud-oest. Es calcula que Europa es va formar fa uns 90.000 anys. Està rodejada d'una plataforma de corall degradada de 200 a 600 m d'amplada, que emergeix en marea baixa atapeïda amb algues.
L'illa és una reserva natural. La seva vegetació consta de bosc sec, matolls, eufòrbia, el pantà de manglar i les restes d'una plantació de sisal. És un dels majors llocs de nidificació de tortugues marines verdes. També acull cabres introduïdes pels colons a finals del segle xviii.

## Ecologia d'Illa Europa
L'illa ha estat identificada com a important àrea d'ocells (IBA) per BirdLife International, ja que dona suport a una gran i diversa població de aus marines i altres ocells aquàtics. És l'únic lloc de reproducció conegut fora d'Aldabra i Madagascar del martinet ros de Madagascar. Les aus marines inclouen la segona colònia més gran de l'oceà Índic occidental de fregates grans (amb fins a 1100 parells), baldrigues d'Audubon (fins a 100 parells, probablement de la subespècie Puffinus lherminieri bailloni prèviament considerada endèmica de les Illes Mascarenes), martinet dimòrfic i xatrac gros.
L'illa també acull una subespècie endèmica de l'ocell tropical cua de jonc becgroc (Phaethon lepturus europae). Hi ha tres espècies d'aus terrestres presents, una d'elles és una subespècie endèmica de Zosterops maderaspatanus voeltzkowi. A més, l'illa també acull les seves pròpies espècies de paneroles.

## Clima
El clima es veu afectat pel corrent d'Agulhas, amb temperatures de l'aigua generalment superiors als 30 °C, vents comercials del sud-est durant l'hivern (austral) i ciclons ocasionals.

| Mes                                    | gen                          | feb  | març | abr  | maig | juny | juli | agos | sete | oct  | nov  | des  | Anual |
| -------------------------------------- | ---------------------------- | ---- | ---- | ---- | ---- | ---- | ---- | ---- | ---- | ---- | ---- | ---- | ----- |
| Temperatures mínimes mitjanes (°C)     | 24,1                         | 24,3 | 23,6 | 21,8 | 19,7 | 18,4 | 17,7 | 17,7 | 18,7 | 20,5 | 21,8 | 23,1 | 20,9  |
| Temperatures mitjanes (°C)             | 27,5                         | 27,6 | 27,0 | 25,6 | 23,5 | 22,0 | 21,6 | 22,0 | 22,7 | 24,2 | 25,3 | 26,6 | 24,7  |
| Temperatures màximes mitjanes (°C)     | 30,8                         | 31,2 | 30,6 | 29,2 | 27,6 | 26,1 | 25,6 | 26,2 | 27,1 | 28,4 | 29,3 | 30,2 | 28,5  |
| Mitjanes mensuals de precipitació (mm) | 130                          | 104  | 62   | 28   | 24   | 18   | 11   | 10   | 9    | 7    | 30   | 129  | 562   |
|                                        | Font: Deutscher Wetterdienst |      |      |      |      |      |      |      |      |      |      |      |       |

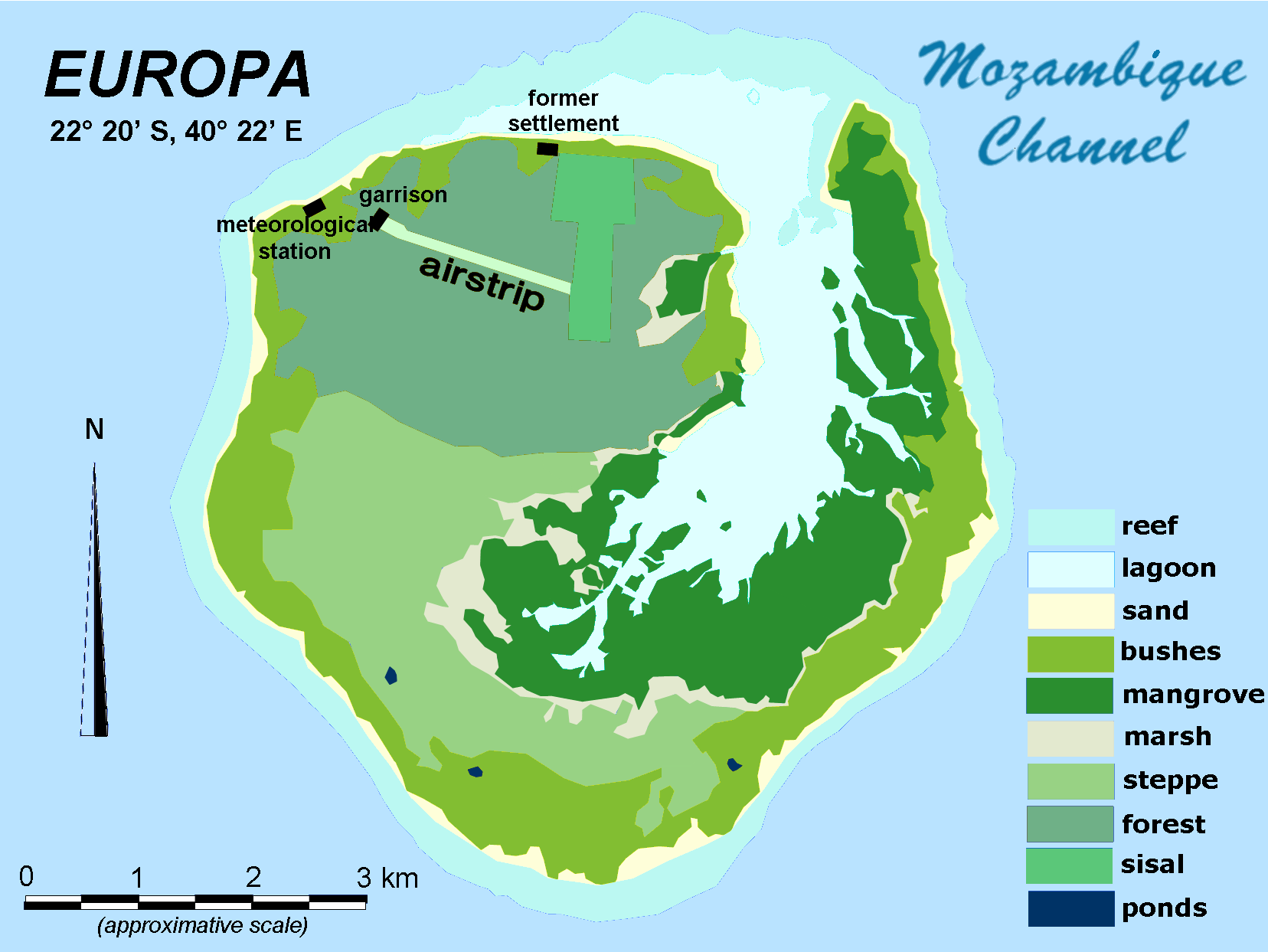
Mapa d'illa Europa
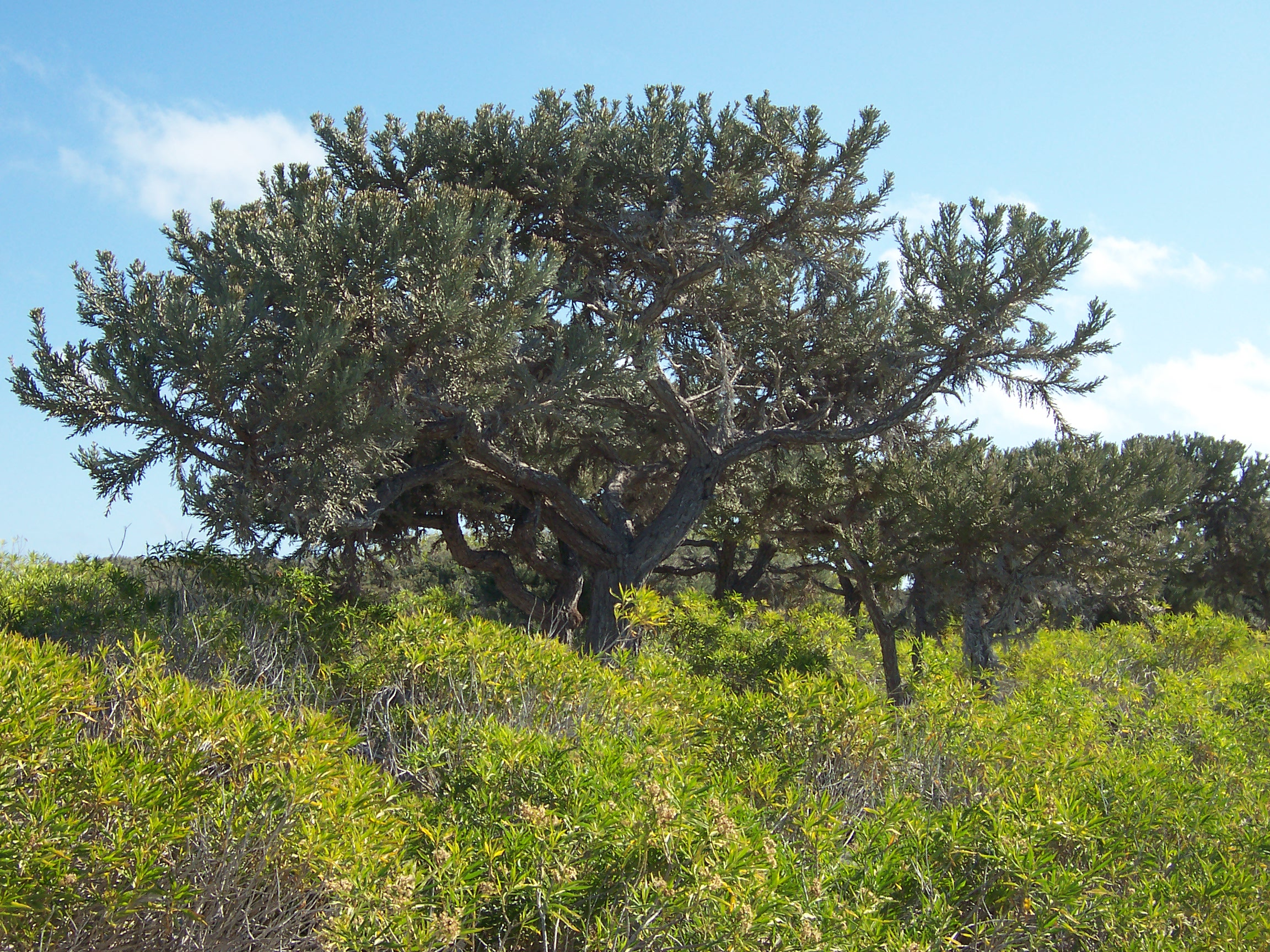
Euphorbia stenoclada (matollar)
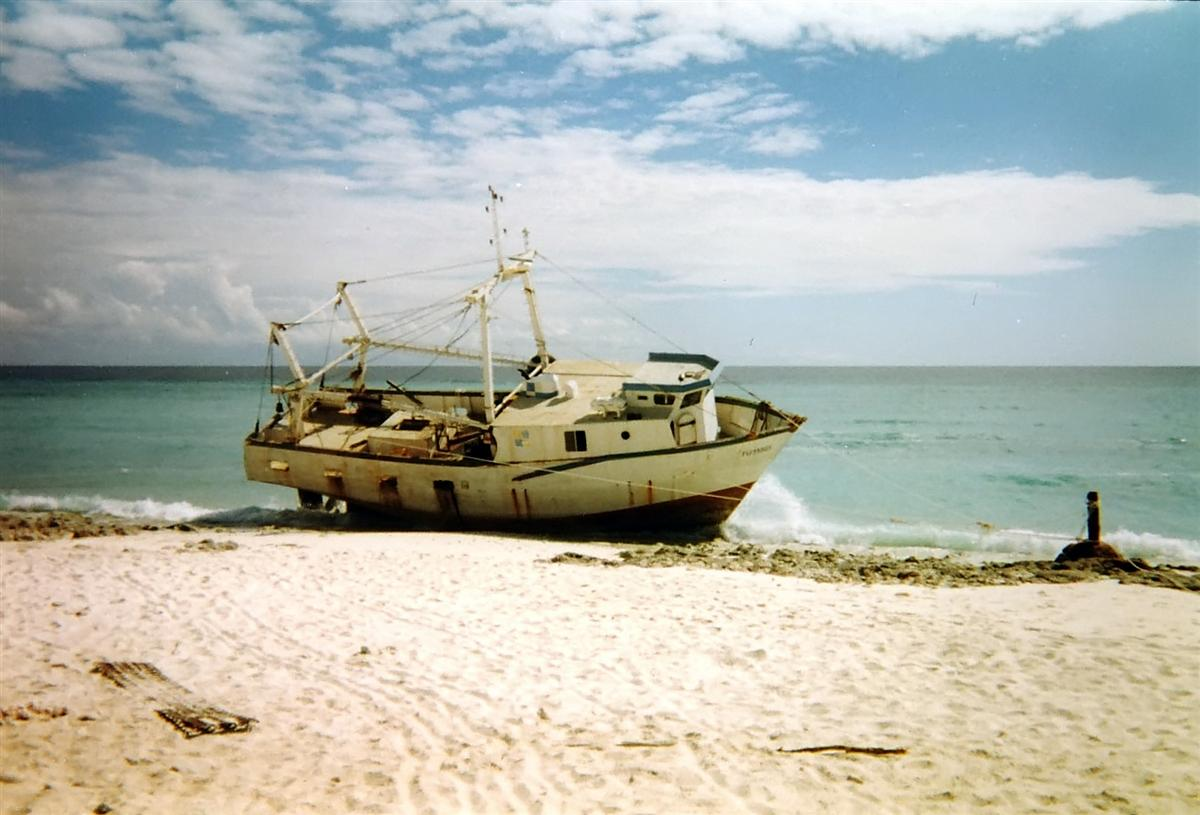
Vaixell encallat a la platja (1996)
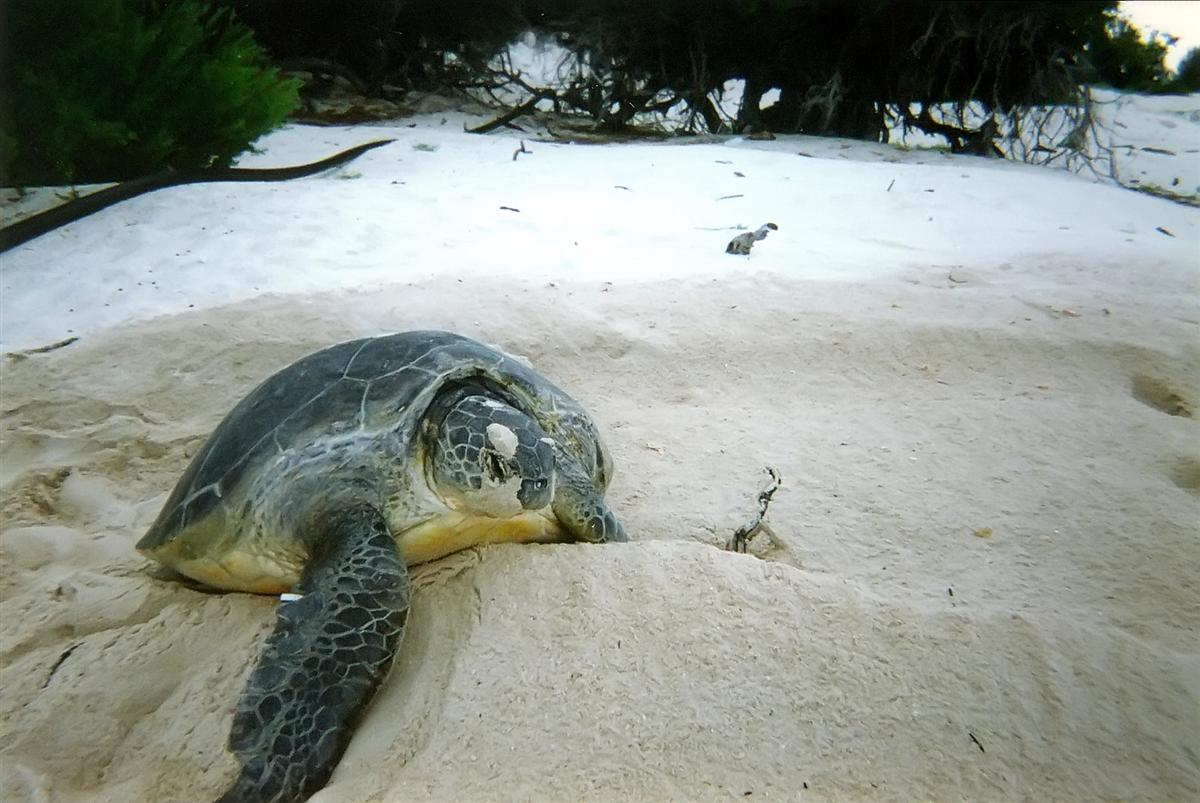
Tortuga verda ponent ous
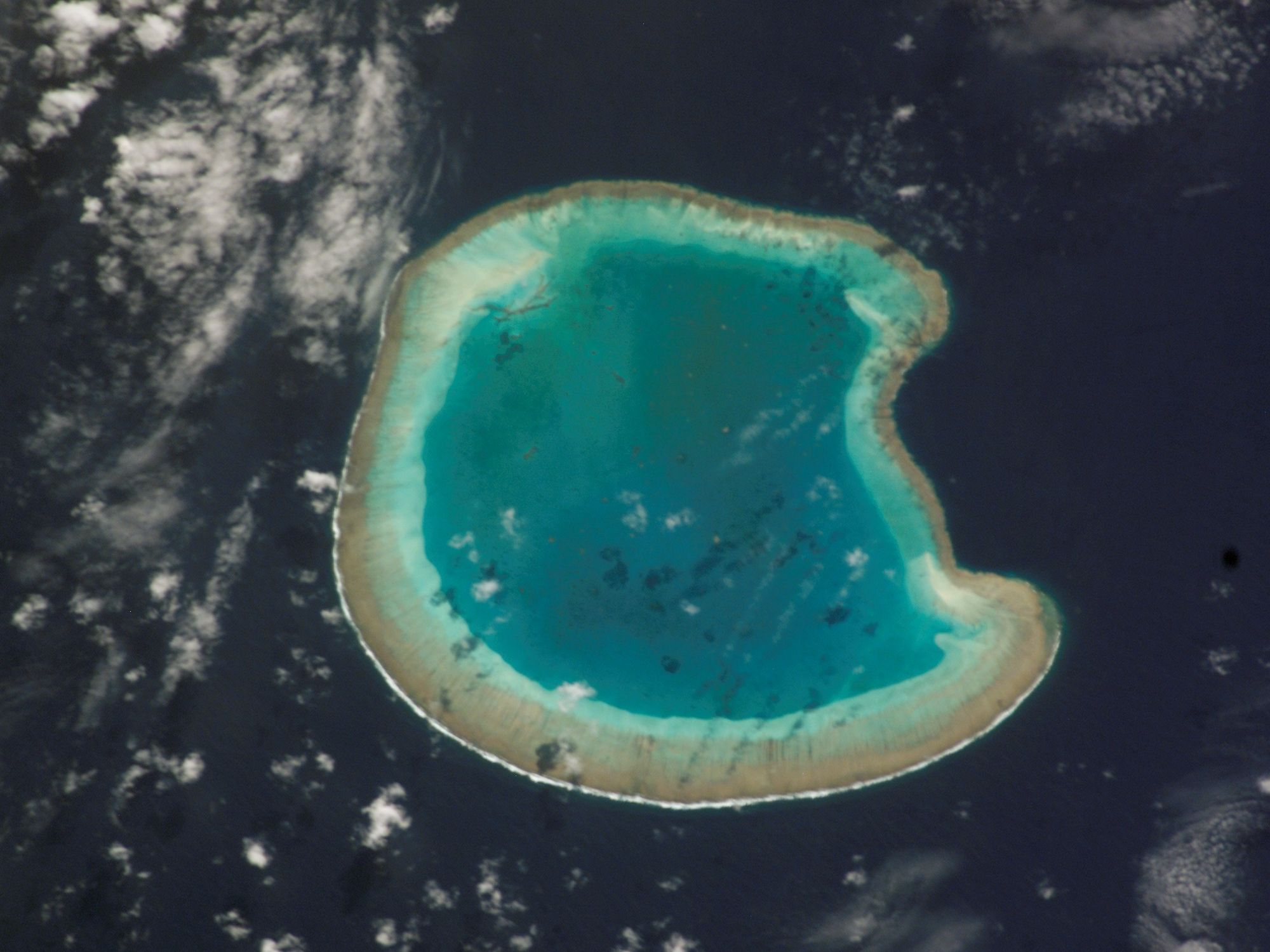
Bassas da India. Fotografia espacial.
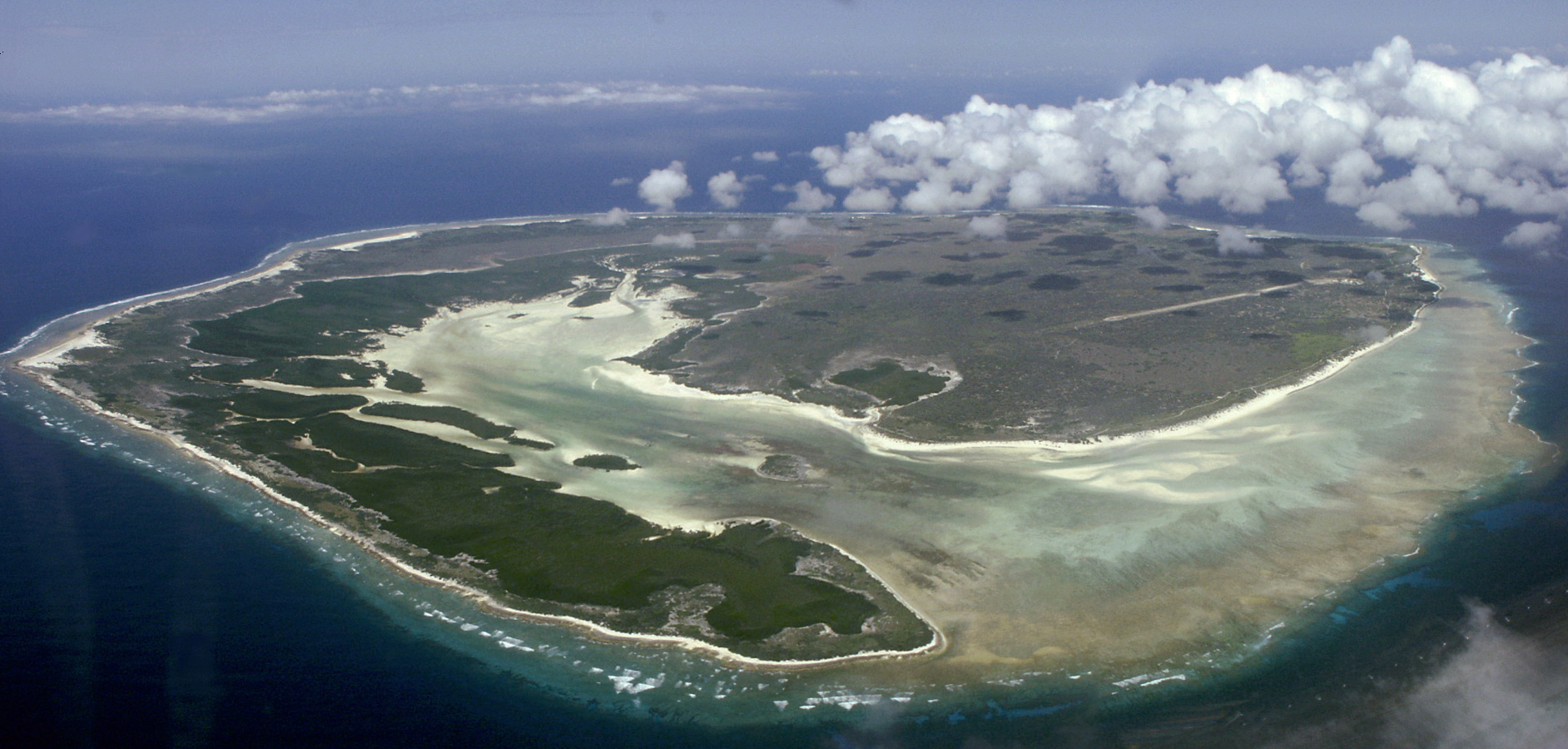
Vista aèria d'illa Europa